# ماركوس بتينلي
ماركوس بتينلي (مواليد 24 مايو 1992) (بالإنجليزية: Marcus Bettinelli) هو لاعب كرة قدم إنجليزي يلعب في مركز حراسة المرمى مع نادي مانشستر سيتي. سبق له أن لعب مع نادي أكرينغتون ستانلي ونادي فولهام ونادي دارتفورد.

## وصلات خارجية
- ماركوس بتينلي على موقع الاتحاد الأوربي (الإنجليزية)
- ماركوس بتينلي على موقع إي إس بي إن إف سي (الإنجليزية)
- ماركوس بتينلي على موقع قاعدة بيانات كرة القدم.إي يو (الإنجليزية)
- ماركوس بتينلي على موقع ليكيب (الفرنسية)
- ماركوس بتينلي على موقع Soccerbase.com (لاعب) (الإنجليزية)
- ماركوس بتينلي على موقع Soccerway.com (الإنجليزية)
- ماركوس بتينلي على موقع عالم كرة القدم.نت (الإنجليزية)